# 尼尔·拉维斯
尼尔·拉维斯（英語：Neale Lavis，1930年6月11日—2019年10月6日），澳大利亚男子马术运动员。他曾代表澳大利亚参加1960年和1964年夏季奥林匹克运动会马术比赛，获得一枚金牌和一枚银牌。